# Zouma (Pabré)
Pour les articles homonymes, voir Zouma.
Zouma est un village du département et la commune rurale de Pabré, situé dans la province du Kadiogo et la région du Centre) au Burkina Faso.

## Géographie

### Démographie
- En 2006, le village comptait 1 400 habitants, dont 56,5 % de femmes[1].